# Hazel Grove
Hazel Grove – wieś w Anglii, w hrabstwie ceremonialnym Wielki Manchester, w dystrykcie metropolitalnym Stockport. Leży 13 km na południowy wschód od centrum miasta Manchester. Miejscowość liczy 15 265 mieszkańców.